# Varkensgat
Het Varkensgat is de naam van een waterweg ten zuiden van de plaats Hasselt in de Nederlandse provincie Overijssel.
Het Varkensgat is een aftakking van het Galgenrak even ten westen van het punt waar de omleiding van de Dedemsvaart en de Groote Grift samenkomen, bij het gemaal Streukelerzijl. Het Varkensgat is enkele honderden meters lang en eindigt in enkele kolken langs de Gennerdijk, waar een jachthaventje is aangelegd. Schepen kunnen van hieruit het Zwarte Water bereiken.
Vanaf deze plaats werden vroeger de zogenaamde Hollandgängers uit Duitsland verscheept naar Holland. Al in de 17e eeuw probeerde de stad Zwolle, als concurrent van de stad Hasselt, om mee te profiteren van de lucratieve veerdienst op Holland. Zwolle richtte een alternatieve vertrekhaven in op dit punt aan het Varkensgat ten zuidoosten van Hasselt.